# Charlotte Hornets
Charlotte Hornets – amerykański klub koszykarski uczestniczący w rozgrywkach ligi NBA (Dywizja Południowa w Konferencji Wschodniej).
Hornets powstali w 1988 i do 2002 ich siedzibą było Charlotte (wtedy to zostali przeniesieni do Nowego Orleanu). W 2004 w Charlotte swoje mecze ponownie rozgrywał klub występujący w NBA noszący nazwę Bobcats. Po 10 latach istnienia klub ten przyjął nazwę Hornets, stając się kontynuatorem drużyny występującej w Charlotte do 2002.
Hornets rozgrywają mecze domowe w Spectrum Center. Współwłaścicielem klubu w latach 2006–2023 był Michael Jordan.

## Historia

### 2002–2004: Powstanie Bobcats
W 2002 roku Charlotte Hornets przenieśli się do Nowego Orleanu, po czym to władze Charlotte rozpoczęły starania, o to by w ich mieście powstał nowy, trzydziesty zespół NBA. O prawa własności do nowo zakładanej drużyny konkurowało kilkanaście osób. Wśród nich znalazł się były gwiazdor Bostonu Celtics Larry Bird. 18 grudnia 2002 roku oficjalnie ogłoszono, że właścicielem klubu zostanie grupa Black Entertainment Television, będąc własnością Roberta Johnsona, który stał się tym samym pierwszym afroamerykańskim właścicielem w sporcie Stanów Zjednoczonych. Współwłaścicielem drużyny został amerykański raper Nelly.
W czerwcu 2003 roku ogłoszono, że nowo zakładany zespół będzie nosił nazwę Charlotte Bobcats, a pozostałe dwie propozycje: Charlotte Dragons oraz Charlotte Flight zostały odrzucone. Nazwa Bobcats pochodzi od liczby mnogiej słowa „Bobcat” (pol. ryś), który w dużej mierze zamieszkuje Karolinę Północną. Istniały również spekulacje, że nazwa Bobcats pochodzi od słowa Bob, czyli skrótu imienia głównego właściciela Roberta Johnsona.
Jako pierwszego trenera i managera w historii zespołu, Bobcats zatrudnili Berniego Bickerstaffa. Pomimo wielu wcześniejszych nieudanych prób pozyskania pieniędzy na rozbudowę hali, właścicielom Bobcats udało się wynegocjować umowę i miasto postanowiło pokryć część kosztów. George Shinn, właściciel Hornets, którzy ostatecznie przenieśli się do Nowego Orleanu, również prosił władze miasta o dopłatę do rozbudowy hali, jednak nie zdołali oni dojść do porozumienia.

### 2004–2007: Powrót NBA do Charlotte

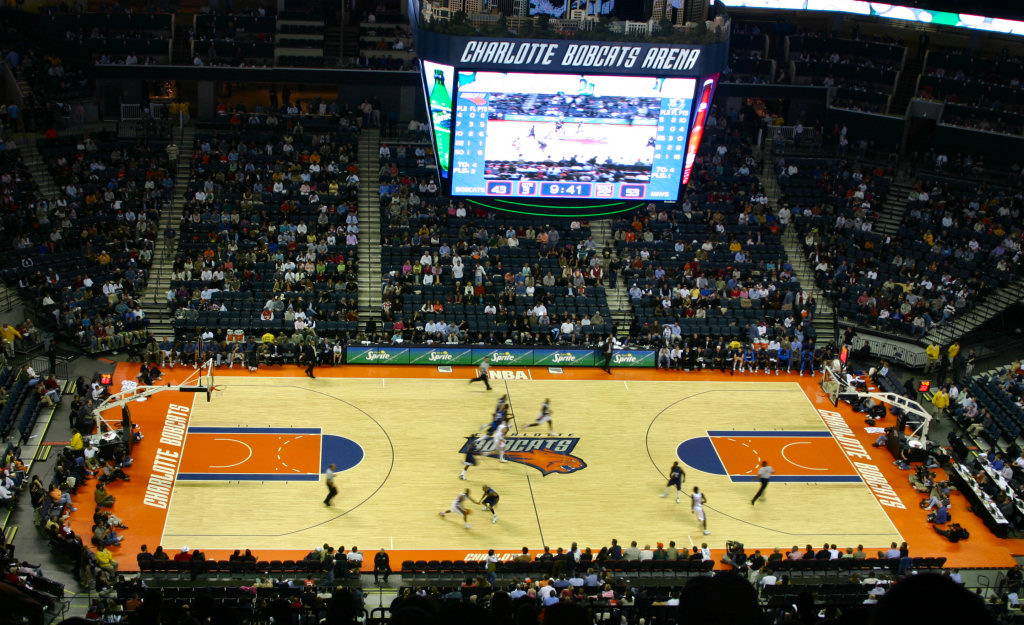
Bobcats w meczu przeciwko Dallas Mavericks

W dniu 22 czerwca 2004 roku odbył się rozszerzony draft aby uzupełnić skład Bobcats. Zyskali wówczas tak doświadczonego gracza jak Predrag Drobnjak czy młodą wschodzący gwiazdę z Sacramento Kings, skrzydłowego Geralda Wallace’a. W tym naborze zyskali również drugi numer draft, który należał do Los Angeles Clippers. Jako pierwszego w historii zawodnika wybrali Emekę Okafora, który występował wcześniej na pozycji centra na uniwersytecie Connecticiut. Pierwsze spotkanie w sezonie 2004/05 rozegrali 4 listopada w Charlotte Coliseum, które przegrali 103-96 z Washington Wizards. Dwa dni później wygrali pierwszy mecz w historii zespołu. Pokonali w nim Orlando Magic 111-100. 14 grudnia, ku wielkiemu szczęściu fanów Bobcats pokonali po dogrywce New Orleans Hornets. Był to pierwszy powrót Hornets do Charlotte, odkąd przenieśli się do Nowego Orleanu. Jak dla każdego zespołu dotychczas dołączającego do NBA, pierwszy sezon nie był udany. Zakończyli go z bilansem 18 zwycięstw i 64 porażek, nie wygrywając nigdy dwóch meczów z rzędu. Odnieśli jednak mały sukces, gdyż Emeka Okaforowi została przyznana nagroda dla najlepszego debiutanta sezonu 2004/2005.
W drafcie NBA w 2005 roku, Bobcats wybrali Raymonda Feltona i Seana Maya, którzy dotychczas byli studentami uniwersytetu Karoliny Północnej. Zespół z nimi, Okaforem i Wallace’em był określany przez specjalistów, jako młoda, solidna drużyna z nadziejami na przyszły rok. W drugim sezonie na parkietach NBA, zespół grał już na hali Charlotte Bobcats Arena. Zadebiutowali w spotkaniu z Bostonem Celtics, które wygrali po dogrywce. Sezon zakończyli z bilansem 26–56, poprawiając się o 8 zwycięstw w porównaniu z poprzednimi rozgrywkami. Po sezonie ogłoszono, że legenda NBA i uniwersytetu Karoliny Północnej, Michael Jordan kupił mniejszościowy pakiet udziałów w zespole Bobcats, stając się drugim co do ważności właścicielem i szefem operacji koszykarskich.
W sezonie 2006/07 Bobcats dokonali drobnej poprawy gry, kiedy to w lutym mieli bilans 22–33. Jednakże zespół pogorszył bilans, przegrywając aż osiem spotkań z rzędu i w marcu wynosił on 22 zwycięstwa i 41 porażek. Po tak szybkim spadku formy, Michael Jordan ogłosił, że trener Bernie Bickerstaff nie wróci na ławkę trenerską w następnym sezonie, ale pozostanie szkoleniowcem do końca obecnych rozgrywek. Po tej wiadomości, Bobcats prowadzeni przez Bickerstaffa wygrali 11 z ostatnich 19 spotkań, notując na finiszu sezonu bilans 33–49. Po trzech sezonach bycia trenerem przez Bickerstaffa, bilans Bobcats wynosił 77 zwycięstw i 169 porażek.

### 2007–2010: Sukcesy Browna
Przed sezonem 2007 cały zarząd i sztab trenerski Bobcats został zmieniony. Jako dyrektor generalny został zatrudniony Rod Higgins, a jako drugiego głównego trenera w historii zatrudniono Sama Vincenta. W trakcie letniej przerwy do sztabu szkoleniowego dołączono Phila Forda oraz Buzza Petersona z Coastal Carolina University jako dyrektora personelu zawodników. W drafcie 2007, Bobcats wybrali z ósmym numerem Brandana Wrighta, który jednak został oddany do Golden State Warriors za Jasona Richardsona. Niestety nie dało to Bobcats zbyt dużej poprawy i zakończyli sezon 2007/2008 z bilansem 32–50. Zespół kolejny raz nie awansował do playoffs. Był również pod okiem mediów z powodu wielokrotnych kłótni zawodników z trenerem. Będący szkoleniowcem tylko rok Sam Vincent zmagał się z wielokrotnymi konfliktami z zawodnikami i kadrą. Ostatecznie został zwolniony 26 kwietnia 2008 roku.

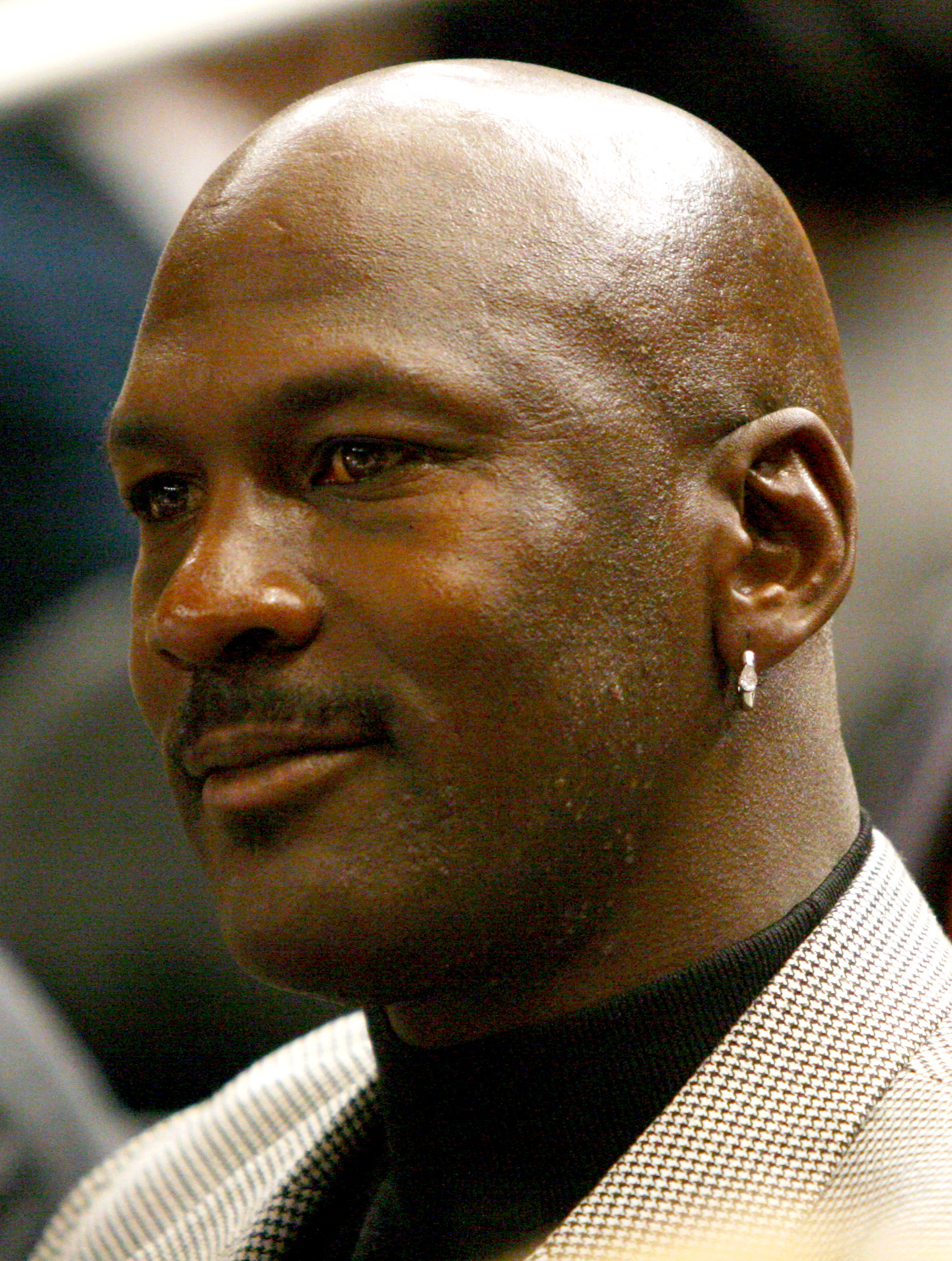
Michael Jordan, właściciel zespołu

W dniu 29 kwietnia 2008 roku Bobcats osiągnęli porozumienie w sprawie kontraktu trenerskiego z członkiem koszykarskiej galerii sław, Larrym Brownem, który został trzecim szkoleniowcem w historii. Z dziewiątym numerem draftu 2008 zespół z Charlotte wybrał D.J.'a Augustina z uniwersytetu stanowego Teksasu. Zespół był bardzo blisko pierwszego w historii awansu do playoffs, jednak przegrali ostatnie cztery z ośmiu meczów, notując w sezonie 2008/2009 bilans 35 zwycięstw i 47 porażek. Członkowie zespołu wyrazili swoją frustracje dla zarządu organizacyjnego Charlotte Jumper Classic, imprezy konnej organizowanej pod koniec sezonu. Konflikt harmonogram sprawił, że Bobcats byli zmuszeni rozegrać cztery ostatnie spotkania na wyjeździe, zamykając sobie szanse na zwycięstwo. Po sezonie Robert Johnson ogłosił sprzedaż swoich pakietów własności zespołu.
W drafcie NBA 2009, Bobcats wybrali z dwunastym numerem Geralda Hendersona z uniwersytetu Duke. Oddali Emeka Okafora do New Orleans Hornets za centra Tysona Chandlera, Stephena Jacksona i prawa do Acie Lawa z Golden State Warriors. W dniu 27 lutego 2010 roku, ogłoszono, że Robert Johnson postanowił sprzedać wszystkie pakiety własnościowe Michaelowi Jordanowi, dzięki czemu stał się on pierwszym byłym graczem NBA, który był większościowym właścicielem jednego z zespołów. Bobcats rozegrali najlepsze rozgrywki od czasu założenia, kończąc sezon z bilansem 44–38, który wystarczył im aby po raz pierwszy w historii awansować do playoffs. Dodatkowo Gerald Wallace został pierwszym zawodnikiem Bobcats, który został wybrany do meczu gwiazd NBA. W playoffs odpadli już w pierwszej rundzie, przegrywając po serii meczów z Orlando Magic.

### 2010–obecnie: Era Jordana i najgorszy sezon w historii NBA
Bobcats rozpoczęli sezon 2010/2011 z wielkim nadziejami na sukces z poprzedniego roku, jednak już na jego początku pokazali, że nie da rady osiągnąć sukcesu z zeszłych rozgrywek. W meczu z Phoenix Suns, Stephen Jackson zaliczył pierwsze triple-double w historii zespołu. 22 grudnia 2010 roku przegrali mecz i doprowadzili do fatalnego bilansu 9–19. Po tym wydarzeniu Michael Jordan ogłosił, że Larry Brown został zwolniony z funkcji trenera, a nowym trenerem został doświadczony Paul Silas. W dniu 24 lutego 2011, w ostatnim dniu okresu wymian, Bobcats dokonali transakcji oczyszczającej budżet przed letnim okienkiem wymian 2012 roku. Bobcats oddali swojego gwiazdora, skrzydłowego Geralda Wallace’a do Portland Trail Blazers za dwa pierwszo-rundowe wybory w drafcie, Joela Przybillę, Seana Marksa i Dante Cunninghama. Oddali również Nazra Mohammeda do Oklahomy City Thunder za DJ White’a i Morrisa Petersona. Kończąc sezon bez swoich gwiazd Bobcats przegrali w ostatnich chwilach sezonu walkę z Indianą Pacers o ósme miejsce w konferencji wschodniej. Sezon zakończyli z bilansem 34–48, jednak od kiedy ich trenerem został Paul Silas wygrali 25 meczów a przegrali 29.
W dniu 13 czerwca 2011 roku dokonali zmiany w zarządzie klubu, zatrudniając na stanowisku generalnego managera Richa Cho, który wcześniej został zwolniony z Portland Trail Blazers. W dzień draftu 2011 dokonali kolejnych istotnych zmian. W trójstronnej wymianie oddali drugiego ze swoich liderów Stephena Jacksona oraz Shauna Livingstona zyskując Coreya Maggette i wybór w pierwszej rundzie. Z 7 numerem wybrali Bismacka Biyombo, a z 9 najbardziej wartościowego gracza turnieju NCAA 2011, Kembę Walkera. Innym ważnym ruchem było pozyskanie Byrona Mullensa z Oklahoma City Thunder w zamian za wybór w drugiej rundzie draftu oraz podpisanie kontraktu z Reggiem Williamsem. Bobcats rozpoczęli sezon od wygranej 96-95 z Milwaukee Bucks, zespołem do którego oddali swojego lidera Stephena Jacksona. W skróconym przez lokaut sezonie, Bobcats osiągnęli bilans 7–59, przegrywając 23 ostatnie spotkania sezonu. Po porażce w końcówce sezonu z New York Knicks ich procent zwycięstw do porażek zmniejszył się do 10, 6 procent, czym ustanowili rekord NBA w liczbie najmniej wygranych spotkań do rozegranych spotkań. W dniu 30 kwietnia 2012 roku władze Bobcats oznajmiły, że Paul Silas nie będzie już trenerem zespołu w sezonie 2012–2013. 18 czerwca tegoż roku nowym trenerem drużyny został Mike Dunlap.
W dniu 27 czerwca 2012 roku oddali do Detroit Pistons Coreya Maggette otrzymując w zamian Bena Gordona i wybór w drafcie 2013. Dzień później wybrali w drafcie NBA z drugim numerem Michaela Kidda-Gilchrista, a z 31 Jeffa Taylora.
Kiedy nowy właściciel New Orleans Hornets, Tom Benson oznajmił, że możliwa jest zmiana nazwy zespołu, pojawiły się plotki jakoby Bobcats mieli przechwycić nazwę Hornets. Zarząd Bobcats nie chciał jednak komentować sprawy. Przed sezonem 2014/2015 Bobcats zmienili nazwę na Hornets, co oznaczało powrót „Szerszeni” do Charlotte. Wraz ze zmianą nazwy klub przejął także – za zgodą władz ligi i New Orleans Pelicans – wszelkie prawa do dokonań sportowych Charlotte Hornets z lat 1988–2002, mimo że obie drużyny nie są ze sobą powiązane.

## Logo
Od chwili założenia zespołu w logo Bobcats widnieje Ryś, który jest symbolem stanu. Od 2004 roku zmieniały się tylko i wyłącznie logotypy alternatywne.

## Trenerzy
| Legenda | Legenda        | Legenda | Legenda       | Legenda | Legenda          | Legenda | Legenda        |
| ------- | -------------- | ------- | ------------- | ------- | ---------------- | ------- | -------------- |
| S       | Liczba sezonów | M       | Liczba meczów | Z       | Liczba zwycięstw | P       | Liczba porażek |

Stan na koniec sezonu 2017/18
Charlotte Hornets: Osiągnięcia trenerskie
| Imię i nazwisko    | od   | do   | Sezon zasadniczy | Sezon zasadniczy | Sezon zasadniczy | Sezon zasadniczy | Play-off | Play-off | Play-off | Play-off | Mistrz | Mistrz | Mistrz |
| Imię i nazwisko    | od   | do   | S                | M                | Z                | P                | S        | M        | Z        | P        | Div    | Conf   | NBA    |
| Dick Harter        | 1989 | 1990 | 2                | 122              | 28               | 94               |          |          |          |          |        |        |        |
| Gene Littles       | 1990 | 1991 | 2                | 124              | 37               | 87               |          |          |          |          |        |        |        |
| Allan Bristow      | 1992 | 1996 | 5                | 410              | 207              | 203              | 2        | 13       | 5        | 8        |        |        |        |
| Dave Cowens        | 1997 | 1999 | 3                | 179              | 109              | 70               | 2        | 12       | 4        | 8        |        |        |        |
| Paul Silas         | 1999 | 2012 | 6                | 401              | 193              | 208              | 3        | 23       | 11       | 12       |        |        |        |
| Bernie Bickerstaff | 2005 | 2007 | 3                | 246              | 77               | 169              |          |          |          |          |        |        |        |
| Sam Vincent        | 2008 | 2008 | 1                | 82               | 32               | 50               |          |          |          |          |        |        |        |
| Larry Brown        | 2009 | 2011 | 3                | 192              | 88               | 104              | 1        | 4        | 0        | 4        |        |        |        |
| Mike Dunlap        | 2013 | 2013 | 1                | 82               | 21               | 61               |          |          |          |          |        |        |        |
| Steve Clifford     | 2014 | 2018 | 5                | 410              | 196              | 214              | 2        | 11       | 3        | 8        |        |        |        |
| James Borrego      | 2018 |      |                  |                  |                  |                  |          |          |          |          |        |        |        |

## Areny
| Nazwa              | Lata                                                                                                 |
| ------------------ | --- |
| Charlotte Coliseum | 1988–2002, 2004–2005                                                                                 |
| Spectrum Center    | od 2005 (w latach 2005–2008 nosiła nazwę Charlotte Bobcats Arena, 2008–2016 Time Warner Cable Arena) |

## Nagrody indywidualne

### Sezon
Debiutant roku
- Larry Johnson – 1992
- Emeka Okafor – 2005
- LaMelo Ball – 2021

I skład debiutantów NBA
- Kendall Gill – 1991
- Larry Johnson – 1992
- Alonzo Mourning – 1993
- Emeka Okafor – 2005
- LaMelo Ball – 2021

II skład debiutantów NBA
- Rex Chapman – 1989
- J.R. Reid – 1990
- Raymond Felton – 2006
- Walter Herrmann – 2007
- Adam Morrison – 2007
- D.J. Augustin – 2009
- Michael Kidd-Gilchrist – 2013
- Cody Zeller – 2014
- P.J. Washington – 2020

II skład NBA
- Larry Johnson – 1993
- Glen Rice – 1997

III skład NBA
- Anthony Mason – 1997
- Glen Rice – 1998
- Eddie Jones – 2000
- Al Jefferson – 2014
- Kemba Walker – 2019

I skład defensywny NBA
- Gerald Wallace – 2010

II skład defensywny NBA
- Anthony Mason – 1997
- Eddie Jones – 1999, 2000
- P.J. Brown – 2001

Rezerwowy roku
- Dell Curry – 1994

Menedżer Roku
- Bob Bass – 1997

### NBA All-Star Weekend
Uczestnicy meczu gwiazd NBA
- Larry Johnson – 1993, 1995
- Alonzo Mourning – 1994, 1995
- Glen Rice – 1996, 1997, 1998
- Eddie Jones – 2000
- Baron Davis – 2002
- Gerald Wallace – 2010
- Kemba Walker – 2017, 2018, 2019
- LaMelo Ball - 2022

Uczestnicy konkursu rzutów za 3 punkty
- Kemba Walker – 2017

Uczestnicy Rookie Challenge
- Emeka Okafor – 2005, 2006
- Raymond Felton – 2007
- Adam Morrison – 2007
- Michael Kidd-Gilchrist – 2013
- Kemba Walker – 2012, 2013
- Cody Zeller – 2015
- Frank Kaminsky – 2017

## Sukcesy
| Tytuł              | Liczba | Rok                                                        |
| ------------------ | ------ | ---------------------------------------------------------- |
| Mistrz NBA         | 0      |                                                            |
| Mistrz Konferencji | 0      |                                                            |
| Mistrz dywizji     | 0      |                                                            |
| Występy w play-off | 10     | 1993, 1995, 1997, 1998, 2000, 2001, 2002, 2010, 2014, 2016 |
| Występy w play-in  | 2      | 2021, 2022                                                 |

## Poszczególne sezony
Na podstawie:. Stan na koniec sezonu 2024/25
| Sezon             | Liga | Konferencja | Poz. w konf. | Dywizja   | Poz. w dyw. | Sezon regularny | Sezon regularny | Playoffs                                                                                      |
| Sezon             | Liga | Konferencja | Poz. w konf. | Dywizja   | Poz. w dyw. | Wyg.            | Por.            | Playoffs                                                                                      |
| ----------------- | ---- | ----------- | ------------ | --------- | ----------- | --------------- | --------------- | --------------------------------------------------------------------------------------------- |
| Charlotte Hornets |      |             |              |           |             |                 |                 |                                                                                               |
| 1988/89           | NBA  | Wschodnia   | 12           | Atlantic  | 6           | 20              | 62              |                                                                                               |
| 1989/90           | NBA  | Zachodnia   | 14           | Midwest   | 7           | 19              | 63              |                                                                                               |
| 1990/91           | NBA  | Wschodnia   | 12           | Central   | 7           | 26              | 56              |                                                                                               |
| 1991/92           | NBA  | Wschodnia   | 12           | Central   | 6           | 31              | 51              |                                                                                               |
| 1992/93           | NBA  | Wschodnia   | 5            | Central   | 3           | 44              | 38              | Wygrana w 1. rundzie z Boston Celtics (3-1) Porażka w półfinale Konf. z New York Knicks (1-4) |
| 1993/94           | NBA  | Wschodnia   | 9            | Central   | 5           | 41              | 41              |                                                                                               |
| 1994/95           | NBA  | Wschodnia   | 4            | Central   | 2           | 50              | 32              | Porażka w 1. rundzie z Chicago Bulls (1-3)                                                    |
| 1995/96           | NBA  | Wschodnia   | 9            | Central   | 6           | 41              | 41              |                                                                                               |
| 1996/97           | NBA  | Wschodnia   | 6            | Central   | 3           | 54              | 28              | Porażka w 1. rundzie z New York Knicks (0-3)                                                  |
| 1997/98           | NBA  | Wschodnia   | 4            | Central   | 3           | 51              | 31              | Wygrana w 1. rundzie z Atlanta Hawks (3-1) Porażka w półfinale Konf. z Chicago Bulls (1-4)    |
| 1998/99           | NBA  | Wschodnia   | 9            | Central   | 5           | 26              | 24              |                                                                                               |
| 1999/00           | NBA  | Wschodnia   | 4            | Central   | 2           | 49              | 33              | Porażka w 1. rundzie z Philadelphia 76ers (1-3)                                               |
| 2000/01           | NBA  | Wschodnia   | 6            | Central   | 3           | 46              | 36              | Wygrana w 1. rundzie z Miami Heat (3-0) Porażka w półfinale Konf. z Milwaukee Bucks (3-4)     |
| 2001/02           | NBA  | Wschodnia   | 4            | Central   | 2           | 44              | 38              | Wygrana w 1. rundzie z Orlando Magic (3-1) Porażka w półfinale Konf. z New Jersey Nets (1-4)  |
| Charlotte Bobcats |      |             |              |           |             |                 |                 |                                                                                               |
| 2004/05           | NBA  | Wschodnia   | 14           | Central   | 4           | 18              | 64              |                                                                                               |
| 2005/06           | NBA  | Wschodnia   | 13           | Southeast | 4           | 26              | 56              |                                                                                               |
| 2006/07           | NBA  | Wschodnia   | 12           | Southeast | 4           | 33              | 49              |                                                                                               |
| 2007/08           | NBA  | Wschodnia   | 12           | Southeast | 4           | 32              | 50              |                                                                                               |
| 2008/09           | NBA  | Wschodnia   | 10           | Southeast | 4           | 35              | 47              |                                                                                               |
| 2009/10           | NBA  | Wschodnia   | 7            | Southeast | 4           | 44              | 38              | Porażka w 1. rundzie z Orlando Magic (0-4)                                                    |
| 2010/11           | NBA  | Wschodnia   | 10           | Southeast | 4           | 34              | 48              |                                                                                               |
| 2011/12           | NBA  | Wschodnia   | 15           | Southeast | 5           | 7               | 59              |                                                                                               |
| 2012/13           | NBA  | Wschodnia   | 14           | Southeast | 4           | 21              | 61              |                                                                                               |
| 2013/14           | NBA  | Wschodnia   | 7            | Southeast | 3           | 43              | 39              | Porażka w 1. rundzie z Miami Heat (0-4)                                                       |
| Charlotte Hornets |      |             |              |           |             |                 |                 |                                                                                               |
| 2014/15           | NBA  | Wschodnia   | 11           | Southeast | 4           | 33              | 49              |                                                                                               |
| 2015/16           | NBA  | Wschodnia   | 6            | Southeast | 3           | 48              | 34              | Porażka w 1. rundzie z Miami Heat (3-4)                                                       |
| 2016/17           | NBA  | Wschodnia   | 11           | Southeast | 4           | 36              | 46              |                                                                                               |
| 2017/18           | NBA  | Wschodnia   | 10           | Southeast | 3           | 36              | 46              |                                                                                               |
| 2018/19           | NBA  | Wschodnia   | 9            | Southeast | 2           | 39              | 43              |                                                                                               |
| 2019/20           | NBA  | Wschodnia   | 9            | Southeast | 4           | 23              | 42              |                                                                                               |
| 2020/21           | NBA  | Wschodnia   | 10           | Southeast | 4           | 33              | 39              |                                                                                               |
| 2021/22           | NBA  | Wschodnia   | 10           | Southeast | 3           | 43              | 39              |                                                                                               |
| 2022/23           | NBA  | Wschodnia   | 14           | Southeast | 5           | 27              | 55              |                                                                                               |
| 2023/24           | NBA  | Wschodnia   | 13           | Southeast | 4           | 21              | 61              |                                                                                               |
| 2024/25           | NBA  | Wschodnia   | 14           | Southeast | 4           | 19              | 63              |                                                                                               |